# Янянин, Раде
Раде Янянин (серб. Раде Јањанин; 7 апреля 1919, Доне-Дубраве — май 1943, Кордун) — югославский, партизан Народно-освободительной войны Югославии, Народный герой Югославии.

## Биография
Родился 7 апреля 1919 в деревне Доне-Дубраве в бедной крестьянской семье. В 1939 году поступил в загребское училище на факультет лесного хозяйства, участвовал в революционном молодёжном движении, организатор ряда забастовок.
В партизанских рядах с 1941 года, в апреле месяце установил связь с деятелями Коммунистической партии, 27 апреля 1941 принят в её члены. С августа — партизан и по совместительству секретарь Дубравского отряда. В битве на железной дороге близ Тоуня был ранен, после выздоровления занял должность политрука при Плашчанском партизанском отряде. С сентября 1942 года заместитель политрука 2-й Кордунской партизанской бригады. Секретарь дивизионного комитета КПХ при 8-й кордунской ударной дивизии.
В мае 1943 года заболел тифом и умер. 27 ноября 1953 посмертно награждён Орденом Народного героя Югославии.